# Национальный балет Канады
Национальный балет Канады (англ. National Ballet of Canada) — крупнейшая и наиболее влиятельная балетная труппа Канады. Основанный в 1951 году Национальный балет Канады базируется в Торонто, его основной сценической площадкой является Four Seasons Centre.

## История
Национальный балет Канады - плод идеи группы энтузиастов балета, сформировавшейся в конце 1940-х годов. Источником вдохновения для этой инициативной группы послужил Садлеровский Уэльский балет Великобритании (позже Королевский балет) как образец национальной балетной труппы. В Канаде в это время действовали две известные труппы — балет Виннипега, успешно выступавший на Канадском фестивале балета и уже проводивший гастроли по Канаде, и балет Бориса Волкова в Торонто, однако в качестве художественного руководителя новой труппы было решено пригласить специалиста из-за рубежа. Выбор пал на британскую танцовщицу Силию Франку, которая в 1951 году и возглавила только что образованный театр. Несмотря на название, Национальный балет Канады не получил государственного статуса и оставался независимой труппой, подбиравшей, однако, исполнителей по всей стране, формируя имидж основного балета Канады. В 1959 году при балете была сформирована Национальная балетная школа, директором которой много лет была Бетти Олифант. С 1964 года располагая в качестве основной сценической площадки Центром О’Кила (ныне Сони-Сентр) в Торонто вместимостью 3200 мест, балет при этом часто гастролировал по всей Северной Америке, а в 1972 году впервые провел гастроли в Европе.
Класс Национального балета поднимался постепенно. Даже через десять лет после его основания, когда в 1961 году Совет Канады принимал решение о том, следует ли поддерживать финансово какие-либо из местных балетных трупп, Национальный балет получил разгромные отзывы от специалистов международного уровня. Убежденность Силии Франки в том, что лишь классические постановки могут сформировать высококлассных танцоров, определили репертуар театра, известного своими постановками «Жизели», «Коппелии», «Лебединого озера», «Щелкунчика» и «Дон Кихота». Визитной карточкой труппы также стали сборные вечера, состоявшие из нескольких произведений меньшей продолжительности. Ставились работы таких известных хореографов, как Джордж Баланчин, Фредерик Аштон, Энтони Тюдор, Джером Роббинс и другие, а из канадцев Дэвид Адамс и Грант Стрейт, а позже Константин Патсалас, Робер Дерозье, Дэнни Гроссман и Джеймс Куделка. «Спящую красавицу» в 1972 году поставил в театре Рудольф Нуреев. Франка оставалась во главе Национального балета Канады 23 года, пока в 1974 году её не сменил близкий соратник Дэвид Хабер. Хабер, однако, пробыл руководителем театра меньше года. После его отставки Франка официально разорвала всякие отношения с Национальным балетом. После Хабера художественными директорами балета были Александр Грант (1976—1983), Эрик Брун (1983—1986), Гленн Тетли (США, 1986—1989), Рид Андерсон (1989—1996) и Джеймс Куделка. В 2005 году Куделку сменила на посту художественного директора бывшая прима-балерина Карен Кейн. При Кейн с Национальным балетом среди прочих работают Мари Шуинар, хореограф из Квебека, поставившая с этой труппой провокативный балет «24 прелюдии Шопена», а также Кристал Пайт, которая в 2009 году вместе с Национальным балетом получила за постановку «Зарождение» (англ. Emergence) четыре премии «Дора» (профессиональная театральная премия Торонто).
Труппа Национального балета, вначале состоявшая примерно из 30 исполнителей, к началу 80-х годов разрослась более чем до семидесяти, но в 1996 году произошло сокращение штатов и в труппе осталось меньше 50 человек. К 2010 году размер труппы снова вырос до 60 исполнителей.

## Художественные руководители
- 1951—1975: Силия Франка
- 1976—1983: Александр Грант
- 1983—1986: Эрик Брун
- 1986—1989: Гленн Тетли
- 1989—1996: Рид Андерсон
- 1996—2005: Джеймс Куделка
- 2005—наст. время: Карен Кейн

## Ведущие солисты балетной труппы
- Aleksandar Antonijevic
- Guillaume Côté
- Greta Hodgkinson
- Jiri Jelinek
- Светлана Лунькина
- Evan McKie
- Heather Ogden
- Sonia Rodriguez
- Piotr Stanczyk
- Jillian Vanstone
- Xiao Nan Yu